# Nicolas Vauquelin des Yvetaux

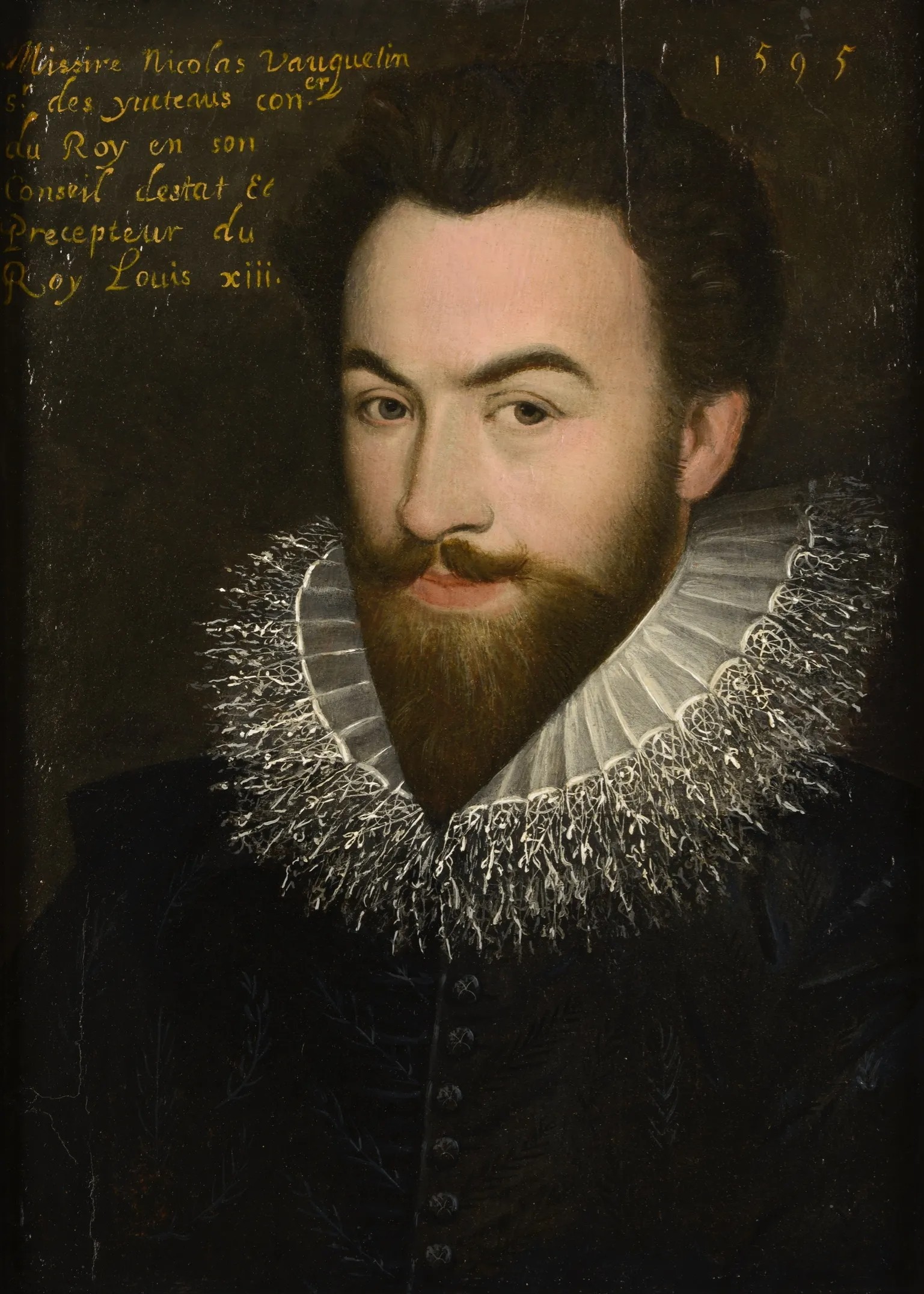
Nicolas Vauquelin des Yveteaux, 1595

Nicolas Vauquelin des Yvetaux (* 1567 in Falaise; † 6. März 1649 in Varreddes) war ein französischer Dichter.

## Leben
Nicolas Vauquelin des Yvetaux war der Sohn des Dichters Jean Vauquelin de La Fresnaye. Er wurde im Schloss Château de la Fresnay in Falaise geboren. Der Namenszusatz des Yvetaux bezieht sich auf ein Gut in der Ortschaft Les Yveteaux bei La Fresnaye-au-Sauvage, Geburtsort des Vaters (20 km südlich von Falaise). Er besuchte Schulen in Caen und studierte dort. Von 1595 bis 1600 war er in Caen hoher Verwaltungsbeamter auf einer Stelle, die er dem Vater abgekauft hatte.
Durch Vermittlung von François-Annibal d’Estrées, Bruder von Gabrielle d’Estrées, Mätresse des Königs Heinrich IV., kam er 1600 an den Pariser Hof und wurde Erzieher von César de Bourbon, duc de Vendôme, für den er in Versen eine Lebensanleitung verfasste (L’Institution du Prince, 1604). (1643 schrieb er auf Bitten von Königinmutter Anna von Österreich für den kleinen Ludwig XIV. eine Prosafassung der Institution du Prince, die Manuskript blieb.) Am Hof kam er mit dem Dichter Philippe Desportes in Kontakt und stellte 1605 dem König den Dichter François de Malherbe vor. Heinrich IV. war mit Vauquelin so zufrieden, dass er ihm ab dem 8. März 1609 (gegen den Widerstand der Königin) den Dauphin zur Erziehung anvertraute.
Nach der Ermordung des Königs 1610 fiel Vauquelin in Ungnade, weil er als Atheist galt, wurde aber königlich abgefunden und verfügte über das Erbe seines Vaters. Er zog sich in ein epikuräisch geprägtes Privatleben zurück und pflegte in seinem Haus im Faubourg Saint-Germain die Gesellschaft der Pariser Literaten, darunter Saint-Amant und Mézeray, der ein normannischer Nachbar war.
Ab 1628 spielte für ihn ein Ehepaar Du Puy eine große Rolle, das von ihm profitierte, ihm aber auch das Leben angenehmer machte. Als er 1648, des endlosen Prozessierens mit einem Neffen müde, seinen Haushalt auf das Gut Brianval in Varreddes bei Meaux verlegte, ging das Ehepaar mit. Mit 81 Jahren immer noch rüstig, starb er dort 1649 an einem misslungenen chirurgischen Eingriff.

## Werke
- Oeuvres complètes de Nicolas Vauquelin, seigneur des Yveteaux. Hrsg. Georges Mongrédien. Picard, Paris 1921.
- L’École des hommes. Denoël, Paris 1938.

### Handbuchliteratur
- Jean-Pierre Ryngaert: VAUQUELIN Nicolas, Seigneur des Yvetaux. In: Jean-Pierre de Beaumarchais, Daniel Couty und Alain Rey (Hrsg.): Dictionnaire des littératures de langue française. P–Z. Bordas, Paris 1984, S. 2392.
- Jürgen von Stackelberg: Kleines Lexikon vergessener Autoren des 17. Jahrhunderts (Frankreich), Bonn 2014, S. 120f.